# 1997
| 1997                                                                     |
| ------------------------------------------------------------------------ |
| Dødsfald - Fødsler                                                       |
| • Begivenheder • Film • Litteratur • Musik • Politik • Sport • Videnskab |

| Gregoriansk kalender | 1997 MCMXCVII           |
| Ab urbe condita      | 2750                    |
| Armensk kalender     | 1446 ԹՎ ՌՆԽԶ            |
| Kinesiske kalender   | 4693 – 4694 丙子 – 丁丑 |
| Etiopisk kalender    | 1989 – 1990             |
| Jødisk kalender      | 5757 – 5758             |
| Hindukalendere       |                         |
| - Vikram Samvat      | 2052 – 2053             |
| - Shaka Samvat       | 1919 – 1920             |
| - Kali Yuga          | 5098 – 5099             |
| Iransk kalender      | 1375 – 1376             |
| Islamisk kalender    | 1418 – 1419             |

Regerende dronning i Danmark: Margrethe 2. 1972-2024
Se også 1997 (tal)

## Begivenheder

### Januar
- 17. januar – Israel overdrager sit militære hovedkvarter i Hebron til palestinenserne, og 30 års israelsk besættelse af Vestbredden er hermed afsluttet.
- 17. januar – En domstol i Irland bevilger den første skilsmisse i det katolske lands historie

### Februar
- 1. februar - mere end 50 år efter 2. verdenskrigs afslutning får danske SS-frivillige stadig udbetalt pension fra Tyskland for deres deltagelse i Hitlers krigsmaskine, oplyser de tyske myndigheder
- 4. februar - et flertal i den svenske riksdag godkender en aftale om at lukke Barsebäckværket
- 20. februar - Det Konservative Folkepartis leder Hans Engell kører galt på Helsingørmotorvejen med en alkoholpromille på 1,37
- 22. februar - Skotske forskere afslører, at de har klonet et får, der bliver kendt under navnet Dolly
- 27. februar - Irland tillader skilsmisse som det sidste land i den vestlige verden

### Marts
- Marts – 3rd Screen Actors Guild Awards afholdes
- 13. marts - FN's generalforsamling vedtager en resulotion, der opfordrer Israel til ikke at opføre jødiske bosættelser i det arabiske Østjerusalem
- 14. marts - under overværelse af dronning Margrethe og prins Henrik åbnes Esbjergs nye musikhus, der er tegnet af Jørn og Jan Utzon
- 26. marts - i San Diego begår 39 medlemmer af den nyreligiøse sekt "Heaven's Gate" masseselvmord

### April
- 13. april - Tiger Woods bliver som 21-årig den hidtil yngste vinder af en Masters-turnering i golf

### Maj
- 1. maj - Tony Blair bliver valgt til Prime Minister for United Kingdom
- 1. maj - radioværten Howard Stern debuterer med sit radioprogram
- 11. maj - IBM's supercomputer Deep Blue skriver skakhistorie, da den slår verdensmesteren Garri Kasparov
- 15. maj - Rumfærgen Atlantis opsendes på mission STS-84 for at kobles sammen med den russiske rumstation Mir
- 17. maj - Laurent Kabila bekendtgør, at han har taget magten i Zaire. Hans tropper har kontrol med hovedstaden Kinshasa
- 23. maj - den centristiske politiker Mohammad Khatami blev valgt til præsident i Iran
- 28. maj - Folketinget afskaffer forældrenes revselsesret
- 30. maj - et bredt flertal i Folketinget tilslutter sig Schengen-samarbejdet, som Danmark var medunderskriver af i december 1996

### Juni
- 1. juni – Jernbanedelen af Storebæltsforbindelsen åbner
- 9. juni - Shu-bi-dua modtager Livsglædens Pris fra Simon Spies Fonden
- 10. juni - den svenske rigsdag beslutter, at Barsebäcks to reaktorer skal lukkes inden juli 1998
- 13. juni - Timothy McVeigh, USA, idømmes dødsstraf for bombeattentat på et højhus i Oklahoma City i 1995
- 20. juni - Landsstyreformand Lars Emil Johansen tilbyder USA forhandling om deponering af atomare sprænghoveder på Grønland
- 27. juni - FN's inspektører i Irak forlanger at få adgang til omdiskuterede installationer
- 27. juni - Poul Nyrup Rasmussen frifindes for grundlovsbrud ved at underskrive Maastricht-traktaten
- 30. juni - den britiske kronkoloni Hong Kong overgår officielt til Folkerepublikken Kina som en speciel administrativ region

### Juli
- 4. juli - den amerikanske Mars Pathfinder lander på Mars
- 11. juli - Bill Clinton besøger som den første siddende amerikanske præsident Danmark
- 19. juli - ved præsidentvalget i Liberia vinder den tidligere krigsherre Charles Taylor en jordskredssejr; han stillede op under valgsloganet "Han dræbte min mor, han dræbte min far, men jeg stemmer på ham"

### August
- 4. august - personen med den højeste dokumenterede levealder nogensinde, den 122-årige Jeanne Calment, dør
- 5. august - 227 af 254 ombordværende omkommer, da et sydkoreansk Boeing 747 styrter i havet før landing på Guam
- 6. august - Microsoft køber for 150 millioner dollars aktier i det økonomisk pressede Apple Inc.
- 31. august - Diana, prinsesse af Wales, dør i en trafikulykke i Paris

### September
- 4. september - havbiolog Peter Blanner fra Nordjyllands Amt erklærer Mariager Fjord for død. Der er ingen ilt i fjorden, økosystemet og fødekæden ødelagt. Det er første gang, en dansk fjord bukker helt under for iltsvind
- 6. september - Prinsesse Diana bliver bisat fra Westminster Abbey i London
- 11. september - Skotterne siger med overvældende flertal ja til at få sit eget parlament for første gang i 290 år. 74 procent sagde ved en folkeafstemning ja til eget parlament, og 64 procent sagde ja til, at parlamentet kunne opkræve skatter
- 25. september - de to rockergrupper Hells Angels og Bandidos indgår for åben tv-skærm en fredsaftale efter 1½ års rockerkrig i Danmark. Rockerkrigen havde til da kostet 5 dødsofre og 40 sårede
- 26. september - voldsomt jordskælv i Assisi, Italien
- 30. september - oversvømmelse i Alicante, Spanien

### Oktober
- 12. oktober - John Denver dør i en solo ulykke, da hans privatfly styrtede ned
- 13. oktober - den engelske premierminister Tony Blair mødes i Belfast for første gang med Sinn Fein-lederen Gerry Adams
- 15. oktober – opsendelse af rumsonden Cassini-Huygens
- 20. oktober - tidligere borgmester i Århus Thorkild Simonsen bliver ny indenrigsminister

### November
- 3. november - Poul Nyrup Rasmussen undskylder sin klodsede håndtering af sagen omkring Salman Rushdies besøg i Danmark
- 17. november - 67 personer, heraf 57 turister, bliver dræbt uden for et tempel i Dronningernes dal nær turistbyen Luxor i Egypten under et angreb foretaget af fundamentalistiske muslimer. Mange af de dræbte er japanske og schweiziske turister. Den militante muslimske gruppe Jamaa Islamyya tager ansvaret for angrebet. Gruppen kæmper for en islamisk stat i Egypten.
- 18. november – Der afholdes kommunal- og amtsrådsvalg i Danmark
- 19. november - 67 turister skydes ned ved attentat i tempelbyen Luxor i Ægypten
- 30. november - 4 omkommer, da den norske gastanker Skagen Clipper om formiddagen i tæt tåge vædrer det danske lystfiskerfartøj Peder Wessel fire sømil syd for Ven i Øresund. De omkomne er den 82-årige kaptajn, et besætningsmedlem og to lystfiskere. 19 personer bliver reddet fra skibsulykken

### December
- 5. december - første etape af DGI-byen indvies af Prins Henrik
- 8. december - Rumsonden Galileo når planeten Jupiter og sender en mindre sonde ned gennem planetens atmosfære
- 20. december - en ny, multiresistent salmonellabakterie, DT 104, opdages i USA og Europa
- 24. december - Terroristen Illich Ramirez Sanchez, også kendt som Sjakalen, bliver idømt livsvarigt fængsel i Paris
- 26. december – Voldsomt jordskælv i Assisi, Italien
- 29. december - myndighederne i Hong Kong begynder at nedslagte alle kyllinger i området (1,25 millioner) for at stoppe spredning af et potentielt dødeligt udbrud af fugleinfluenza
- 30. december - Sydafrika og Kina opretter diplomatiske forbindelser

## Født

### Januar
- 4. januar - Gino Mäder, schweizisk cykelrytter (død 2023).
- 5. januar − Jesús Vallejo, spansk fodboldspiller.
- 11. januar − Cody Simpson, australsk sanger og sangskriver.
- 14. januar – Anastasija Tolmatjevy, russisk barnestjerne og MGP-vinder.
- 14. januar – Marija Tolmachevy, russisk barnestjerne og MGP-vinder.

### Februar
- 5. februar − Patrick Roberts, engelsk fodboldspiller.
- 10. februar − Chloë Grace Moretz, amerikansk skuespillerinde.
- 13. februar – Jonathan Werner Juel, dansk barneskuespiller.
- 14. februar – Sofie Daugaard Andersen

### Marts
- 10. marts − Emil Nielsen, dansk håndboldspiller.
- 13. marts − Rúben Neves, portugisisk fodboldspiller.
- 17. marts − Katie Ledecky, amerikansk svømmer.
- 19. marts − Rūta Meilutytė, litauisk svømmer.
- 21. marts − Martina Stoessel, argentinsk sangerinde og skuespillerinde.

### April
- 1. april − Asa Butterfield, engelsk skuespiller.
- 13. april − Daniel Stückler, dansk fodboldspiller.
- 12. april - Emil G. Østergaard, dansk fodboldspiller
- 20. april − Mikkel Kallesøe, dansk fodboldspiller.
- 26. april − Pedro Martinez, spansk tennisspiller
- 29. april − Signe Brun, dansk håndboldspiller.
- 30. april − Jakob Henriksen, dansk fodboldspiller.

### Maj
- 5. maj − Bobby Coleman, amerikansk barneskuespiller.
- 7. maj − Eva-Theresa Jermiin Anker, dansk barneskuespiller.
- 16. maj – Emilie Moldow
- 27. maj − William Wisholm, dansk roer.

### Juni
- 18. juni − Mary-Lynn Neil, canadisk sangerinde.
- 20. juni − Jordan Larsson, svensk fodboldspiller.
- 21. juni − Rebecca Black, amerikansk sangerinde.
- 27. juni − Mads Døhr Thychosen, dansk fodboldspiller.
- 29. juni − Mikkel Duelund, dansk fodboldspiller.

### Juli
- 5. juli − William Jøhnk Nielsen, dansk barneskuespiller.
- 12. juli − Mathias Danmark, dansk roer.
- 12. juli − Malala Yousafzai, pakistansk blogger og børneaktivist.
- 13. juli − Leo Howard, amerikansk skuespiller.
- 24. juli − Emre Mor, dansk fodboldspiller.
- 28. juli − Anna Emilie Møller, dansk løber og tidligere basketballspiller.

### August
- 5. august − Adam Irigoyen, amerikansk sanger og skuespiller.
- 5. august − Olivia Holt, amerikansk sangerinde og skuespillerinde.
- 7. august − Rezan Corlu, dansk fodboldspiller.
- 10. august − Kylie Jenner, amerikansk model og realitystjerne.
- 16. august − Greyson Chance, amerikansk sanger.
- 19. august − Mia Blichfeldt, dansk badmintonspiller.

### September
- 28. september − Xaver Schlager, østrigsk fodboldspiller.
- 28. september − Casper Bruun, dansk fodboldspiller.
- 30. september − Max Verstappen, belgisk-hollandsk racerkører.

### Oktober
- 4. oktober − Seamus O'Connor, amerikansk snowboarder.
- 6. oktober − Kasper Dolberg, dansk fodboldspiller.
- 8. oktober − Bella Thorne, amerikansk skuespillerinde og sangerinde
- 20. oktober − Song So Hee, koreansk sangerinde.
- 24. oktober − Mie Højlund, dansk håndboldspiller.
- 31. oktober − Marcus Rashford, engelsk fodboldspiller.

### November
- 5. november − Aboubakar Keita, ivoriansk fodboldspiller.

### December
- 13. december − Alexander Munksgaard, dansk fodboldspiller.
- 16. december − Martine Ølbye Hjejle, dansk skuespillerinde.
- 16. december − Zara Larsson, svensk sangerinde.
- 23. december − Kristoffer Hari, dansk atlet.

## Politik
- 16. april - Amtsborgmester Vibeke Storm Rasmussen går af som formand for kunstmuseet Arken

## Musik

### Danske udgivelser
- 6. november – D-A-D: Simpatico

### Internationale udgivelser
- Metallica – Reload
- Blur – Blur
- Michael Jackson – Blood on the dance floor

### Grammy Awards
- Record of the Year: Eric Clapton & Babyface (Change The World)
- Album of the Year: Celine Dion (Falling Into You)
- Song of the Year: Change The World (Gordon Kennedy, Wayne Kirkpatrick, & Tommy Sims
- Best New Artist: LeAnn Rimes
- Grammy Award for Best Rock Album: Sheryl Crow (Sheryl Crow)
- Grammy Award for Best Rap Solo Performance: LL Cool J (Hey Lover)

### Danish Music Awards
- Årets Danske Album: Lars H.U.G – Kiss & Hug (From A Happy Boy)
- Årets Danske Gruppe: Østkyst Hustlers
- Årets Nye Danske Navn: Humleridderne
- Årets Danske Sanger: Lars H.U.G.
- Årets Danske Hit: Souvenirs – Jeg Troed' Du Var Hos Michael

### Melodi Grand Prix
- Dansk vinder: Kølig Kaj: Stemmen i mit liv
- 3. maj – Storbritannien vinder årets udgave af Eurovision Song Contest med sangen "Love Shine a Light" af Katrina and the Waves

### Andet
- Den danske popgruppe Aqua hitter i hele verden.
- Danske Infernal slår igennem på scenen med singlen Sorti de L'enfer.

## Sport
- 24. januar - i Brøndbyhallen forsvarer supersvægtsbokseren Brian Nielsen sit verdensmesterskab i IBF-forbundet ved at pointbesejre den 47-årige amerikaner Larry Holmes
- 5. februar - det 39. og sidste seksdagesløb, i Forum afholdes og afløses året efter af Brøndbyhallen
- 15. juni – Tom Kristensen vinder for første gang Le Mans for Joest-Porsche og sætter samtidig ny banerekord
- 29. juni - i en titelkamp bider Mike Tyson et stykke af øret af Evander Holyfield
- 11. oktober - ved at spille 0-0 mod Grækenland i Athen kvalificerer Danmarks fodboldlandshold sig til VM i Frankrig i 1998. Danmark vinder pulje 1 foran Kroatien, mens Grækenland bliver nr. 3
- 12. oktober - i San Sebastian i Spanien vinder danske Bo Hamburger sølv i VM i landevejscykling. Verdensmester bliver franskmanden Laurent Brochard.
- Ryder Cup, golf – Europa 14½-USA 13½
- Brøndby IF – Dansk mester i fodbold for 7. gang

## Film
- 10. juni - MTV Movie Awards 1997 afholdes i Barker Hangar, Santa Monica, Californien.

## Nobelprisen
- Fysik – Steven Chu, Claude Cohen-Tannoudji, William D. Phillips
- Kemi – Paul D. Boyer, John E. Walker, Jens C. Skou
- Medicin – Stanley B. Prusiner
- 9. oktober - Litteratur – Dario Fo
- Fred – International Campaign to Ban Landmines (ICBL) og Jody Williams (VVAF) for deres arbejde med at få indført et forbud mod personellandminer.
- Økonomi – Robert Merton, Myron Scholes

## Bøger
- 26. juni – Harry Potter og De Vises Sten af J.K. Rowling bliver udgivet i England
- 27. oktober - børnebogsforfatteren Astrid Lindgren modtager i København Wilhelm Hansen Fondens hæderspris